# Dark Was the Night
Pour la chanson de blues de Blind Willie Johnson (1927), voir Dark Was the Night, Cold Was the Ground.
Compilations par Red Hot Organization
Red Hot + Riot
(2002) Red Hot + Rio 2
(2011)
Singles
1. Knotty Pine / So Far Around the Bend
Sortie : 2 février 2009

Dark Was the Night est la vingtième compilation, sortie en 2009 par le label 4AD, au profit de la Red Hot Organization, une organisation caritative internationale (ONG) vouée à la collecte de fonds pour la lutte contre le sida et à la sensibilisation au VIH.

## Présentation

### Production
Avec des enregistrements exclusifs de plusieurs artistes indépendants et une production d'Aaron et Bryce Dessner, du groupe de rock The National, la compilation est publiée le 16 février (international) et le 17 février 2009 (Amérique du Nord) en double CD, trois disques vinyle LP et en téléchargement numérique.
John Carlin, le fondateur de l'organisation Red Hot, est le producteur délégué de l'album.
Le titre de la compilation est dérivé de la chanson de Blind Willie Johnson Dark Was the Night, Cold Was the Ground (en français : Sombre était la nuit, froid était le sol), morceau repris dans cet album par le Kronos Quartet.

### Historique
John Carlin et Aaron Dessner ont approché Martin Mills et Richard Russell de Beggars Group avec l'idée de cet album.
Leur sélection d'artistes est une tentative de « capturer cette renaissance musicale qui n'a peut-être pas l'impact culturel du grunge ou du punk, mais qui est tout aussi significative d'un point de vue culturel et créatif [...] ces artistes ne sont ni asociaux ni marginaux ».
Les racines folk américaines de la compilation sont reconnues dans le titre et illustrées par des pistes telles que la reprise de I Was Young When I Left Home, de Bob Dylan.
La production de l'album est axée sur le soutien à l'organisation Red Hot. Dessner explique que « beaucoup d'artistes ne prendraient pas l'argent [...] Beggars a accepté d'être vraiment transparent sur la façon dont il est conçu, de sorte que l'argent coule autant que possible vers le côté de la charité ».
Pour le premier semestre 2009, la compilation a permis de récolter 668 358 dollars pour la lutte contre le SIDA.
En mai 2012, plus de 1,6 million de dollar sont levés[réf. nécessaire], une somme qui représente tous les profits des ventes mondiales. John Carlin a reconnu la raison du succès de cet album en déclarant que « Dark Was the Night a encapsulé l'esprit et la créativité d'une nouvelle génération de musiciens dont le travail a permis aux gens d'acheter l'album et de collecter des centaines de milliers de dollars pour lutter contre le sida ».
Le 3 mai 2009, 4AD et Red Hot produisent Dark Was the Night - Live, un concert commémorant le nouvel album de Red Hot. Le spectacle a lieu au Radio City Music Hall et présente plusieurs des artistes qui ont contribué à la compilation, y compris Dave Sitek, Dirty Projectors, Feist, My Brightest Diamond (en), The National, Sharon Jones et The Dap-Kings (en),.

## Liste des titres
| 1.  | Knotty Pine                  | Dirty Projectors et David Byrne                     | Dirty Projectors et David Byrne   | 2:23  |
| 2.  | Cello Song                   | Nick Drake                                          | The Books featuring José González | 3:54  |
| 3.  | Train Song                   | Vashti Bunyan                                       | Feist et Ben Gibbard              | 3:02  |
| 4.  | Brackett, WI                 | Justin Vernon                                       | Bon Iver                          | 4:03  |
| 5.  | Deep Blue Sea                | Chanson traditionnelle; Amérique du nord ou Bahamas | Grizzly Bear                      | 3:46  |
| 6.  | So Far Around the Bend       | The National                                        | The National et Nico Muhly        | 3:43  |
| 7.  | Tightrope                    | Yeasayer                                            | Yeasayer                          | 3:18  |
| 8.  | Feeling Good                 | Anthony Newley et Leslie Bricusse                   | My Brightest Diamond              | 3:54  |
| 9.  | Dark Was the Night           | Blind Willie Johnson                                | Kronos Quartet                    | 3:51  |
| 10. | I Was Young When I Left Home | Bob Dylan                                           | Antony avec Bryce Dessner         | 4:55  |
| 11. | Big Red Machine              | Justin Vernon et Aaron Dessner                      | Justin Vernon et Aaron Dessner    | 4:39  |
| 12. | Sleepless                    | Colin Meloy                                         | The Decemberists                  | 7:54  |
| 13. | Stolen Houses (Die)          | Sam Beam                                            | Iron & Wine                       | 1:07  |
| 14. | Service Bell                 | Ed Droste                                           | Grizzly Bear et Feist             | 2:23  |
| 15. | You Are the Blood            | Castanets                                           | Sufjan Stevens                    | 10:14 |

| 1.  | Well-Alright            | Britt Daniel                       | Spoon                                     | 2:46 |
| 2.  | Lenin                   | Arcade Fire                        | Arcade Fire                               | 4:06 |
| 3.  | Mimizan                 | Zach Condon                        | Beirut                                    | 2:43 |
| 4.  | El Caporal              | Jim James                          | My Morning Jacket                         | 3:33 |
| 5.  | Inspiration Information | Shuggie Otis                       | Sharon Jones & The Dap-Kings              | 4:06 |
| 6.  | With a Girl Like You    | Reg Presley                        | Dave Sitek                                | 3:27 |
| 7.  | Blood Pt. 2 (remix)     | Raymond Raposa                     | Buck 65 feat. Sufjan Stevens et Serengeti | 3:36 |
| 8.  | Hey, Snow White         | Dan Bejar                          | The New Pornographers                     | 4:26 |
| 9.  | Gentle Hour             | Peter Gutteridge                   | Yo La Tengo                               | 5:31 |
| 10. | Another Saturday        | Stuart Murdoch                     | Stuart Murdoch                            | 2:56 |
| 11. | Happiness               | Riceboy Sleeps                     | Jónsi & Alex                              | 8:37 |
| 12. | Amazing Grace           | John Newton                        | Cat Power et Dirty Delta Blues            | 3:34 |
| 13. | The Giant of Illinois   | Brett and Rennie Sparks            | Andrew Bird                               | 4:45 |
| 14. | Lua                     | Conor Oberst                       | Conor Oberst et Gillian Welch             | 5:54 |
| 15. | When the Road Runs Out  | Blonde Redhead et The Devastations | Blonde Redhead et The Devastations        | 3:28 |
| 16. | Love vs. Porn           | Kevin Drew                         | Kevin Drew                                | 3:57 |

| 15. | Play the Game | Queen | Beach House | 4:18 |

- Note : Play the Game (de Queen) par Beach House est un titre bonus exclusif diffusé par iTunes, intercalé en quinzième piste sur That Disc.

## Crédits
Équipes technique et production
- Production (compilation) : Aaron Dessner et Bryce Dessner (du groupe The National)
- Coproduction : Miwa Okumura, Paul Heck
- Producteur délégué : John Carlin
- Coordinator de production : Olive Panter, Parrish Griggs
- Mastering : Joe Lambert
- Direction de la création : Andy Pratt, John Carlin
- Livret d'album : Aaron Dessner
- Arrière-plan et illustration : Gustave Doré (tiré de sa version illustrée de Paradise Lost de John Milton)[18]
- Artwork (packaging), pochette : Ryan Feerer
- Design : Funny Garbage